# エドゥアルド・ノリエガ
エドゥアルド・ノリエガ・ゴメス（Eduardo Noriega Gómez, 1973年8月1日 - ）は、スペイン・サンタンデール出身の俳優。

## 来歴
7人兄弟の末子。音楽学校で声楽を学んだ後に、演技を学ぶようになった。
学生時代にアレハンドロ・アメナバルと出会い、『テシス』と『オープン・ユア・アイズ』に出演してスペインのトップ・スターとなる。現在でもスペイン映画とフランス映画を中心に活動している。

## 出演作品
- テシス 次に私が殺される Tesis (1996)
- オープン・ユア・アイズ Abre los ojos (1997)
- パズル Nadie conoce a nadie (1999)
- 逃走のレクイエム Plata quemada (2000)
- デビルズ・バックボーン El espinazo del diablo (2001)
- 非常戦闘区域 Guerreros (2002)
- NOVO/ノボ Novo (2002)
- モン・アンジュ Mon ange (2004)
- チェ・ゲバラ -革命と戦いの日々- Che Guevara (2005)
- アラトリステ Alatriste (2006)
- バンテージ・ポイント Vantage Point (2008)
- 暴走特急 シベリアン・エクスプレス Transsiberian (2008)
- ブッチ・キャシディ -最後のガンマン- Blackthorn (2011)
- ラストスタンド The Last Stand (2013)
- 美女と野獣 La Belle et la Bête (2014)
- 9人の翻訳家 囚われたベストセラー Les traducteurs (2019)